# Nová cesta do pravěku
Nová cesta do pravěku je populárně naučná kniha, pojednávající o skutečných úskalích a možnostech, které by skýtala cesta do druhohor, tedy dávné geologické minulosti naší planety. Zaměřuje se právě na druhohorní éru, tedy období existence populárních dinosaurů a jejich současníků. Autorem knihy je popularizátor paleontologie a spisovatel Vladimír Socha. Ilustrace v knize jsou dílem výtvarníka Petra Modlitby. Kniha vyšla roku 2019.

## Obsah

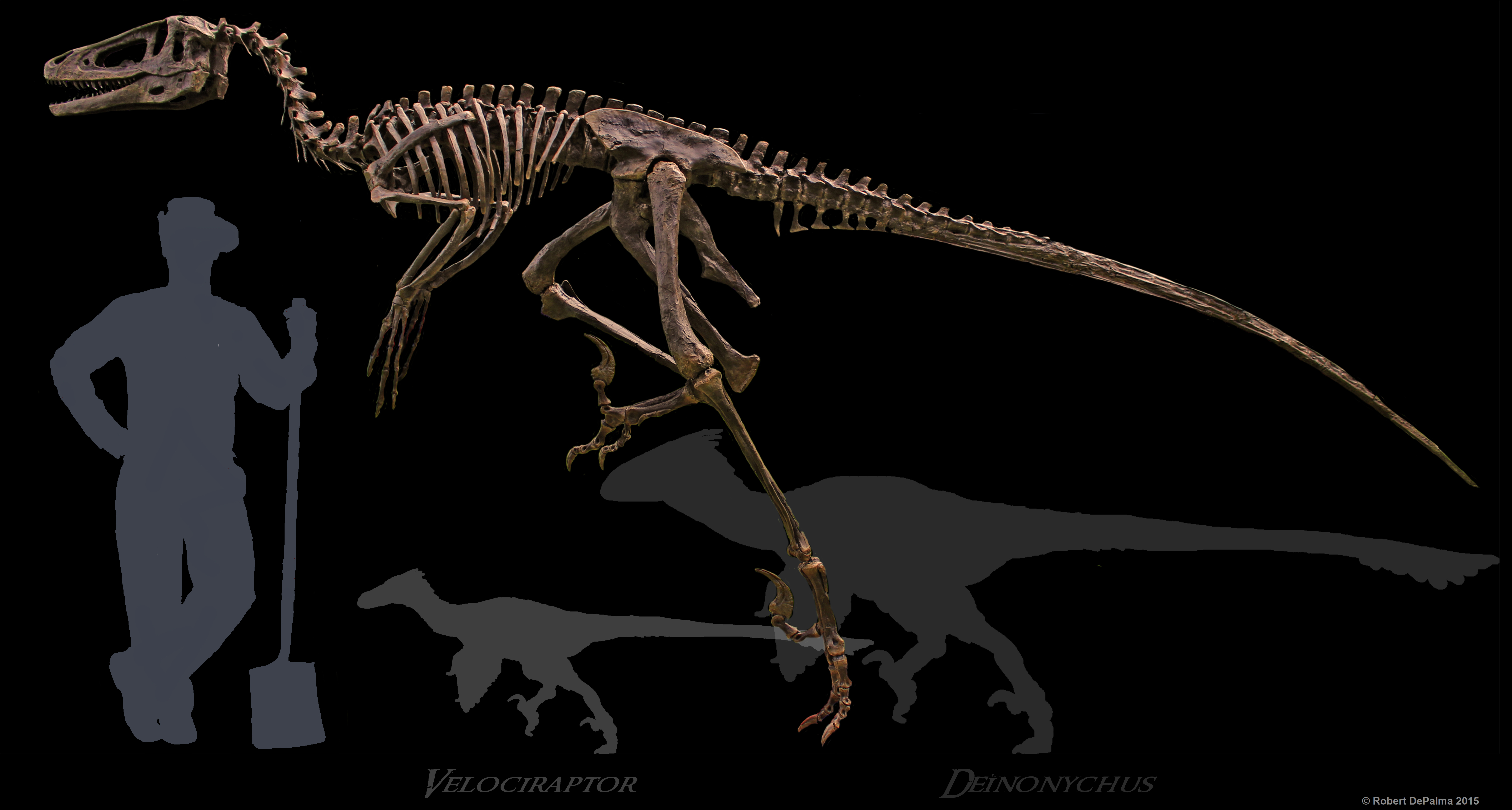
Dakotaraptor, jeden z dinosaurů, o kterých kniha pojednává.

Kniha pojednává o pomyslné cestě do druhohor, konkrétně do několika období existence dinosaurů a další pravěké fauny a flóry. Poskytuje informace o potřebném vybavení, nástrahách pravěkého světa (dravých zvířatech, mikroorganismech a patogenech, živelních katastrofách, změnách ovzduší i klimatu apod.) a popisuje jednotlivé tvory tak, jako by šlo o reálného turistického průvodce pravěkou krajinou. Obsahuje například rady, jak bezpečně pozorovat dinosaury, velké mořské plazy a ptakoještěry, a to od malých a neškodných až po obří nebo smrtelně nebezpečné druhy. Kniha je jakýmsi zábavným naučným průvodcem, informace v ní obsažené jsou však založené na dostupných paleontologických podkladech, nejedná se tedy o pouhé sci-fi.

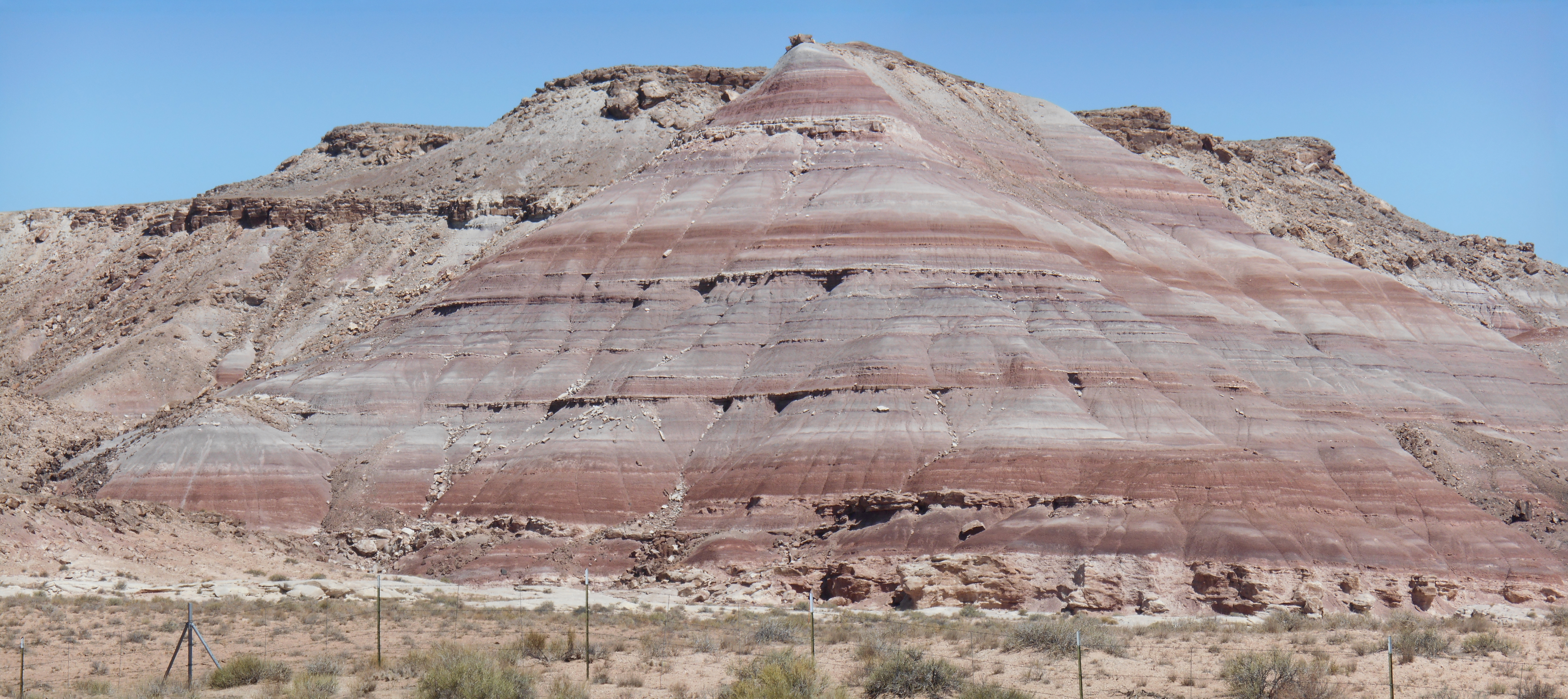
V knize je pojednáno také o dinosaurech známých ze sedimentů geologického souvrství Morrison.